# کایراته
کایراته (به ایتالیایی: Cairate) یک کومونه در ایتالیا است که در استان وارزه واقع شده‌است.

## خصوصیات
کایراته ۱۱٫۳ کیلومترمربع مساحت و ۷٬۸۸۷ نفر جمعیت دارد.